# Ospedale Tiberio Evoli
L'ospedale "Tiberio Evoli" è l'ospedale di Melito di Porto Salvo.
Dopo il terremoto del 1908, Tiberio Evoli propose di fondare un ospedale la cui realizzazione fu iniziata nel 1909 a Melito di Porto Salvo. Inizialmente costituito da una grande tenda dove poter curare i terremotati, il primo padiglione dell'ospedale fu inaugurato nel 1915. All'ingresso è presente una lapide in memoria del fondatore.

## Storia

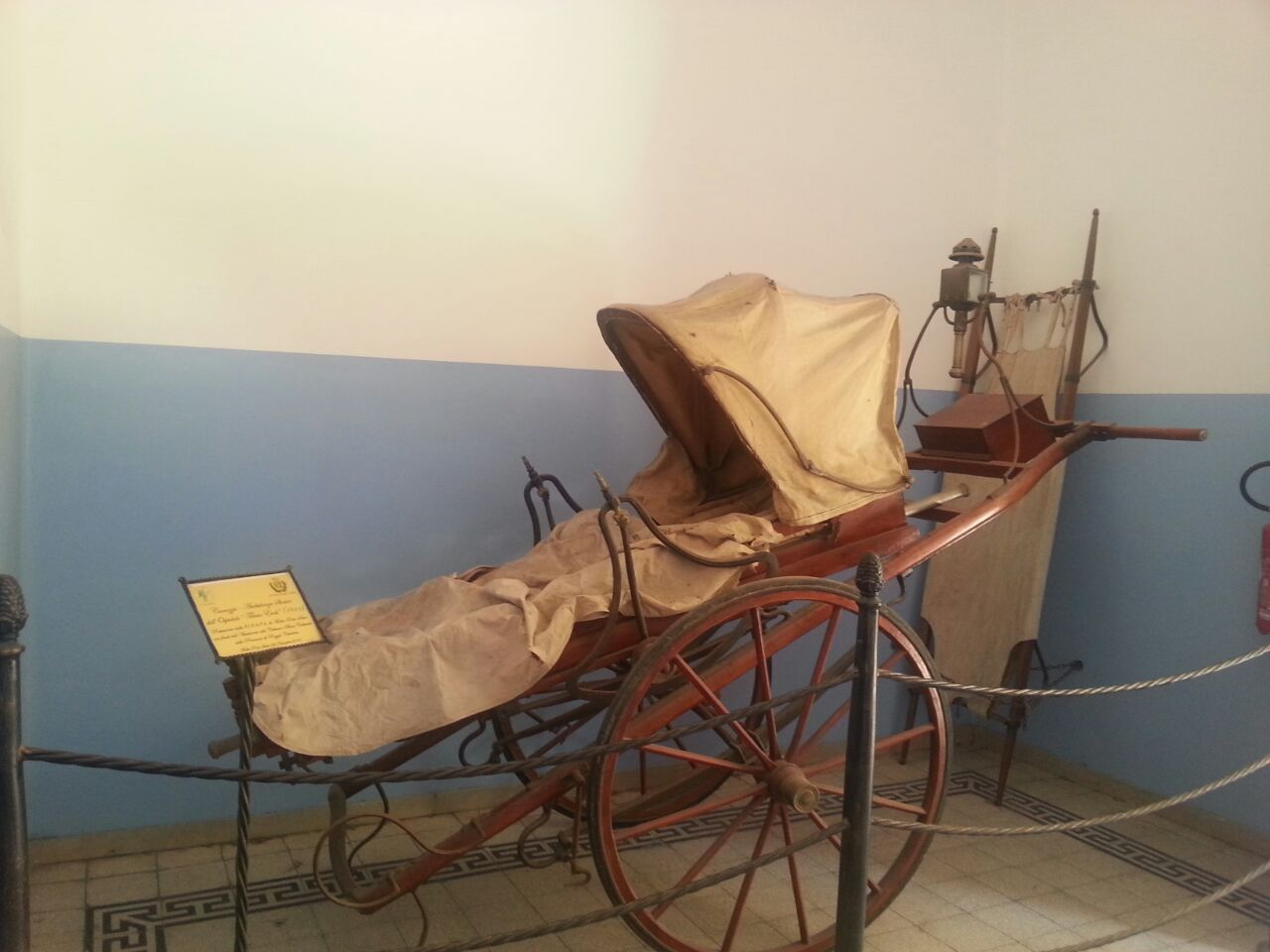
Una delle prime ambulanze utilizzate per trasportare i malati dalla stazione cittadina all'ospedale, oggi conservata all'entrata di quest'ultimo.

### I primi progetti
Agli inizi del XX secolo i piccoli paesini calabresi di Melito di Porto Salvo, Ferruzzano e Bruzzano Zeffirio erano dilaniati da povertà, malattie e un terribile terremoto avvenuto nel 1905. Trovatosi di fronte a questa realtà, il medico condotto Tiberio Evoli iniziò a capire la necessità in questo territorio di un ospedale che potesse venire incontro alle esigenze degli abitanti. Dopo il devastante terremoto del 1908, l'idea di questo medico calabrese divenne per lui un obiettivo per il quale si impegnò con tutte le proprie forze e iniziò così a ricercare contributi. I primi arrivano dalla Croce Rossa Svizzera che inviò una tenda con quattordici posti letto dove poter accogliere e curare i terremotati. Vari sono i Comitati di beneficenza che aiutarono il dottor Evoli nella sua impresa fra i quali Roma, Milano, Firenze, Modena, Verona e Piacenza. Infine anche il Comune approvò questo progetto contribuendo con 2000 lire annue e concedendo una parte di terreno dove poter costruire l'ospedale. I lavori iniziarono nell'aprile 1910.

### La nascita dell'ospedale

#### I primi padiglioni
I primi due padiglioni ad essere creati, uno operativo con 25 posti letto e uno per i servizi e l'alloggio delle Suore, furono inaugurati il 15 maggio 1915. L'ospedale iniziò la sua attività con il nome di "Ospedale Garibaldi ed Istituto di Maternità", dotato di due Sezione (Sezione Ostetrico-Ginecologica, Sezione chirurgica), un ambulatorio antitracomatoso, Servizio di Radiologia e Servizio di terapia intensiva.
Nel 1924 il Governo promosse la lotta contro le neoplasie maligne, così Tiberio Evoli decise che, non essendoci nessun ospedale in Italia attrezzato per questo, egli avrebbe fondato un ospedale dedito alla cura dei tumori. Venne aggiunto quindi all'ospedale Garibaldi il "Centro Calabrese per la cura dei tumori".

#### L'ampliamento
Nel 1944 il Comune concesse due nuove aree all'ospedale, così si poté procedere con la costruzione di tre nuovi padiglioni, destinati alle forme chirurgiche tubercolari e agli infortuni sul lavoro, e della cappella oratoria. Nel 1948 i lavori furono interrotti per mancanza di fondi, vennero poi ripresi nel 1951 e ultimati nel 1954.
Nel 1954 l'ospedale era uno dei più importanti in Calabria, composto da cinque padiglioni e 200 posti letto. Il dottor Evoli venne aiutato da vari professori che prestarono servizio all'ospedale tra i quali: Emiliano Ricci, Rocco Caminiti, Mario Evoli, Pietro Panuccio e Bruno Spatolisano.

## Eventi
- 1915-2015, CENTENARIO OSPEDALE "TIBERIO EVOLI"[8]